# Óxido de ferro(III)
Óxido de ferro(III) ou óxido férrico, também conhecido como hematita, óxido de ferro vermelho, ou  ferrugem, é o composto químico de fórmula Fe2O3. Possui propriedades paramagnéticas. O óxido férrico pode também ser obtido pela reação de oxirredução:
4Fe + 3O2 → 2Fe2O3.

## Estrutura
O Fe2O3 pode ser obtido em vários polimorfos. Nos principais, α e γ, o ferro adota geometria de coordenação octaédrica, ou seja, cada centro de Fe está ligado a seis ligantes oxigénio.

### Fase Alfa
A α-Fe2O3, romboédrica, com a mesma estrutura do coríndon(α-Al2O3), é a forma mais comum. Ocorre naturalmente como o mineral hematita, que é extraído como o principal minério de ferro. É antiferromagnético quando está abaixo de ~260K (temperatura de transição de Morin), e apresenta um fraco ferromagnetismo entre 260K e a temperatura de Néel, 950K. É fácil de preparar usando tanto a decomposição térmica quanto a precipitação na fase líquida. As suas propriedades magnéticas são dependentes de vários factores, como por exemplo, a pressão, o tamanho da partícula, e a intensidade do campo magnético.

### Fase Gama
O γ-Fe2O3 tem uma estrutura cúbica. É metaestável e converte para a fase alfa a temperaturas elevadas. Ocorre naturalmente como o mineral maghemita. É ferromagnético e encontra aplicação em fitas de gravação, embora partículas ultrafinas menores que 10 nanômetros sejam superparamagnéticas. Ele pode ser preparado por desidratação térmica de gama-hidróxido de ferro(III), oxidação cuidadosa do óxido de ferro(II, III). Outro método envolve a oxidação cuidadosa de Fe3O4. As partículas ultrafinas podem ser preparadas por decomposição térmica de oxalato de ferro(III).[ carece de fontes ]

### Outras fases
Várias outras fases tem sido identificadas ou reivindicadas. A fase beta é uma estrutura cúbica de corpo centrado (grupo espacial Ia3), metaestável e, a temperaturas acima de 500°C (930°F), converte a fase alfa. Ele pode ser preparado através da redução da hematita por carbono, pela pirólise da solução de cloreto de ferro(III), ou pela decomposição térmica do sulfato de ferro(III). A fase épsilon é rômbica, e mostra propriedades intermediárias entre as estruturas alfa e gama. Até agora não foi preparado na sua forma pura, é sempre misturado com as fases alfa ou gama. Materiais com uma elevada proporção de fase épsilon podem ser preparados por transformação térmica da fase gama. Esta fase também é metaestável. A transformação para a fase alfa se dá entre 500 e 750°C (930-1380°F). Também pode ser preparado por oxidação do ferro em um arco eléctrico ou pela precipitação a partir de nitrato de ferro(III).[ carece de fontes ] Além disso, há reivindicação da existência de uma forma amorfa a alta pressões.

## Óxidos de ferro hidratado(III)
Existem vários hidratos de Ferro(III). Quando soluções alcalinas são adicionadas às soluções de sais solúveis em Fe(III), forma-se um precipitado gelatinoso castanho-avermelhado. Isto é não Fe(OH)3, mas Fe2O3·H2O (também escrito na forma Fe(O)OH). Várias formas de óxido de ferro(III) hidratado também existem. O vermelho, lepidocrocita, [γ-Fe(O)OH], ocorre no exterior das 'ferrugitites'(estalactites submersas compostas por óxidos de ferro), e o laranja, goetita, ocorre internamente nas 'ferrugitites'. Quando Fe2O3·H2O é aquecido, perde a sua água de hidratação. Um aquecimento adicional de 1,670K converte o Fe2O3 ao Fe3O4(FeIIFeIII2O4), de cor preta, que é conhecido como o mineral magnetita. Fe(O)OH é solúvel em ácidos, dando origem a [Fe(OH2)6]3+. Em meio alcalino aquoso concentrado, Fe2O3 forma [Fe(OH)6]3-.

## Reações
A reacção mais importante é a sua redução carbotérmica, que dá origem ao ferro utilizado na produção de aço:
2 Fe2O3 + 3C → 4Fe + 3CO2
Outra reacção redox extremamente exotérmica é a reacção do tipo termita, com o alumínio.
2Al + Fe2O3 → 2Fe + Al2O3
Este processo é usado para soldar metais grossos como carris de trilhos de trem, usando um recipiente de cerâmica para canalizar o ferro fundido entre duas seções de trilho. A reacção Termite também é usada em armas e para fazer pequenas esculturas e ferramentas de ferro fundido.
A redução parcial com hidrogénio a cerca de 400 °C forma a magnetita, um material magnético preto que contém ambos Fe(III) e Fe(II):
3Fe2O3 + H2 → 2Fe3O4 + H2O
O óxido de Ferro(III) é insolúvel em água, mas dissolve-se facilmente e ácidos fortes como, por exemplo, o ácido sulfúrico e o clorídrico. Também se dissolve bem na solução dos agentes quelantes, tais como EDTA e ácido oxálico.
O aquecimento dos óxidos de ferro(III) com outros óxidos ou carbonatos de metal produz materiais conhecidos como ferratos:
ZnO + Fe2O3 → Zn(FeO2)2

## Preparação
O óxido de ferro(III) é um produto da oxidação do ferro. Pode ser preparado no laboratório pela electrólise de uma solução de bicarbonato de sódio, um electrólito inerte, com um ânodo de ferro:
4Fe + 3O2 + 2H2O → 4FeO(OH)
O óxido de ferro(III) hidratado resultante, aqui escrito Fe(O)OH, desidrata a cerca de 200°C:
2FeO(OH) → Fe2O3 + H2O
Ele também pode ser preparado por decomposição térmica do hidróxido de ferro(III) sob condições de temperatura acima de 200 °C.
2Fe(OH)3 → Fe2O3 + 3H2O

## Usos

### Indústria de ferro
A mais frequente aplicação de óxido de ferro(III) é como matéria-prima das indústrias de aço e ferro, por exemplo, a produção de ferro, aço e muitas ligas.

### Polimento
Um pó muito fino de óxido de ferro é conhecido como "rouge de joalheiro", "rouge vermelho" ou, simplesmente, rouge. Ele é usado para dar o polimento final sobre joias metálicas e lentes e, historicamente, como um cosmético. Rouge curte mais lentamente do que alguns esmaltes modernos, como óxido de cério(IV), mas ainda é usado em ótica de fabricação e por joalheiros para o acabamento superior que pode produzir. Ao polir o ouro, o rouge ligeiramente mancha o ouro, o que contribui para o aparecimento da peça acabada. Ele é vendido como pó, pasta, atado em panos de polimento, ou barra sólida (com cera ou graxa fichário). Outros compostos de polimento também são frequentemente chamados de "rouge", mesmo quando eles não contêm óxido de ferro. Joalheiros removem o rouge residual em joias por meio de limpeza ultrassônica. O rouge é também aplicado a uma tira de couro para auxiliar na obtenção de uma borda de lâmina em facas, navalhas, ou qualquer outra ferramenta afiada.

### Pigmento
Óxido de ferro(III) também é usado como um pigmento, sob os nomes de "Pigment Brown 6", "Pigmento Castanho 7", e "Pigment Red 101".  Alguns deles, por exemplo, Pigmento Vermelho 101 e Pigmento Castanho 6, são aprovados pelo FDA (Food and Drug Administration) para utilização em cosméticos. Os óxidos de ferro são utilizados como pigmentos em compósitos dentários, juntamente com os óxidos de titânio. Também é um dos ingredientes do "vermelhão", utilizado na feitura dos "pisos de cimento queimado"
Hematita é o componente característico da cor de pintura vermelho Falu, oriunda da Suécia.

### Gravação magnética
Óxido de ferro(III) é a partícula magnética mais comumente utilizada para gravação magnética em discos rígidos e fitas de áudio. O óxido é misturado com um ligante e revestido sobre um substrato de película plástica. A fita magnética é utilizada em áudio e vídeo, especialmente em bobinas de fita-cassete. O óxido é magnetizado no processo de gravação do padrão dos sinais de áudio. Quando a fita é reproduzida, o óxido de ferro magnetizado agora é executado por cima das cabeças de fita, gerando um sinal elétrico que é alimentado a um amplificador de áudio e alto-falantes para reproduzir o som ou o vídeo gravado.

### Fotocatálise
O composto α-Fe2O3 tem sido estudado como um fotoânodo para a reacção de eletrólise da água há mais de 25 anos.